# Herb gminy Stare Pole
Herb gminy Stare Pole – jeden z symboli gminy Stare Pole, ustanowiony 30 marca 2003.

## Wygląd i symbolika
Herb przedstawia na tarczy koloru złotego srebrny budynek z podcieniem i zieloną wierzbę (symbol Żuław Wiślanych), umieszczone nad dwoma falującymi pasami biało-zielonymi. 